# لویی آلیوت
لویی آلیوت (فرانسوی: [aljo]؛ زادهٔ ۴ سپتامبر ۱۹۶۹) یک سیاستمدار اهل فرانسه و وکیل حرفه‌ای است که از از ۱۶ ژانویه ۲۰۱۱ نایب رئیسی حزب سیاسی رالی ملی (که قبلاً جبهه ملی نامیده می‌شد) را برعهده دارد. لوئی آلیوت از سوم ژوئیه سال ۲۰۲۰ شهردار پرپینیان است.